# Покровка (Куганакский сельсовет)
Покровка (баш. Покровка) — село в Стерлитамакском районе Республики Башкортостан Российской Федерации. Входит в состав Куганакского сельсовета.

## География

### Географическое положение
Расстояние до:
- районного центра (Стерлитамак): 30 км,
- центра сельсовета (Большой Куганак): 7 км,
- ближайшей ж/д станции (Усть-Зиган): 3 км.

## История
До 2008 года село являлось административным центром Покровского сельсовета.

## Население
| 2002 | 2009 | 2010 |
| ---- | ---- | ---- |
| 804  | ↗885 | ↘843 |

Национальный состав
Согласно переписи 2002 года, преобладающая национальность — русские (79 %).

## Религия
В селе есть православный Покровский храм.